# 北京市人民代表大会常务委员会
39°53′50″N 116°43′21″E / 39.8971548°N 116.72261972°E
北京市人民代表大会常务委员会（简称北京市人大常委会）是北京市人民代表大会的常设机关，对北京市人民代表大会负责并报告工作。

## 历史沿革
1979年7月，第五届全国人民代表大会第二次会议通过《关于修正中华人民共和国宪法若干规定的决议》，其中规定：“县和县以上地方各级人民代表大会设立常务委员会，它是本级人民代表大会的常设机关”。
1979年12月7日至13日，北京市七届人大三次会议选举产生了北京市人民代表大会常务委员会，贾庭三当选为主任。办公厅设在北京市台基厂大街8号院。

## 机构设置
北京市第十五届人民代表大会常务委员会设有以下机构：
- 办公厅
- 法制办公室
- 内务司法办公室
- 财政经济办公室
- 教育科技文化卫生体育办公室
- 城市建设环境保护办公室
- 农村办公室
- 民族宗教侨务办公室
- 研究室
- 代表联络室
- 人事室
- 机关党委

事业单位
- 北京市人大代表服务中心

## 历届组成人员

### 第七届
- 任期：1979年12月－1983年3月
- 主任：贾庭三
- 副主任：赵鹏飞（1981年1月辞任）、王宪、潘焱、陈克寒、范瑾、马耀骥、王斐然、杨春茂、侯镜如、闻家驷、浦洁修、蔡旭、安朝俊、叶恭绍、武光（1982年3月补选）冯麟
- 秘书长：马耀骥

### 第八届
- 任期：1983年3月－1988年1月
- 主任：赵鹏飞
- 副主任：潘焱、范瑾、王斐然（1985年3月辞任）、杨春茂（1985年3月辞任）、武光（1985年3月辞任）、侯镜如、闻家驷、浦洁修、[[蔡旭}]]、安朝俊（1985年3月辞任）、佘涤清、陈明绍、马耀骥（1984年8月增选）、张大中（1985年3月补选）、黎光（1985年3月补选）、邢军（1985年3月补选）、戎易（1985年3月补选）、夏钦林（1985年3月补选）
- 秘书长：邢军

### 第九届
- 任期：1988年1月－1993年2月
- 主任：赵鹏飞
- 副主任：马耀骥、黎光、夏钦林、邢军、覃异之、陶大镛、浦洁修、陈明绍、戎易
- 秘书长：赵有光

### 第十届
- 任期：1993年2月－1998年1月
- 主任：张健民
- 副主任：孟志元、铁英（1996年2月撤职）、夏钦林（1997年2月辞任）、陶大镛、郝诒纯、梅向明、陶西平、徐炳忠、汪统（1996年4月补选）
- 秘书长：王昭钺

### 第十一届
- 任期：1998年1月－2003年1月
- 主任：张健民（2001年2月辞任） → 均波（2001年2月补选）
- 副主任：汪统（2001年8月辞任）、段柄仁、陶西平（2001年8月辞任）、洪绂曾、王大中、范远谋、王维城、张燕丽、索连生（2002年1月补选）、赵凤山（2002年1月补选）
- 秘书长：刘正民

### 第十二届
- 任期：2003年1月－2008年1月
- 主任：均波（2007年1月辞任） → 杜德印（2007年1月补选）
- 副主任：范远谋（2006年3月辞任）、索连生、王维城、林文漪、赵凤山、金生官、赵久合、田麦久、刘晓晨（2007年1月补选）
- 秘书长：柳纪纲

### 第十三届
- 任期：2008年1月－2013年1月
- 主任：杜德印[3]
- 副主任：赵凤山（2011年12月31日辞任[4]）、马振川（2010年1月当选）、梁伟（2012年1月当选）、刘晓晨、吴世雄、柳纪纲、刘新成、李昭玲、唐龙（2012年1月当选）
- 秘书长：唐龙

### 第十四届
- 任期：2013年1月[5]－2018年1月
- 主任：杜德印（2017年1月辞任） → 李伟（2017年1月20日当选）
- 副主任：梁伟（2016年1月14日辞任）、牛有成（2015年1月当选）、柳纪纲、刘新成（2017年1月13日辞任）、李昭玲（2017年1月13日辞任）、唐龙（2016年1月14日辞任）、孙康林（2017年1月13日辞任[6]）、刘伟（2016年1月28日当选）、杨艺文（2017年1月20日当选）、庞丽娟（2017年1月20日当选）、闫傲霜（2017年1月20日当选[7]）
- 秘书长：赵义（2016年1月14日辞任） → 张清（2016年1月28日当选）

### 第十五届
- 任期：2018年1月－2023年1月
- 主任：李伟[8]（-2023年1月）、李秀领（2023年1月-）
- 副主任：刘伟（2021年1月18日辞任）、庞丽娟、闫傲霜、李颖津、张清、侯君舒、杜飞进（2021年1月27日当选）、魏小东（2021年1月27日当选，2021年9月24日辞任）、张延昆（2022年1月10日当选）、齐静（2022年1月10日当选）
- 秘书长：刘云广

### 第十六届
- 任期：2023年1月－
- 主任：李秀领
- 副主任：齐静、张建东、庞丽娟、闫傲霜、侯君舒、于军[9]
- 秘书长：于军（2024年1月辞职）